# Медаль «1814 года»
Медаль «1814 года» — медаль Российской империи, предназначенная для награждения старшин казахской делегации, приехавшей из Букеевской орды в Санкт-Петербург.

## Основные сведения
Медаль «1814 года» была учреждена Александром I 29 сентября 1814 года. Указ об учреждении был объявлен министру финансов Д. А. Гурьеву управляющим азиатского департамента министерства иностранных дел И. А. Вейдемейером. Есть сведения только о трёх награждениях данными медалями: были награждены представители казахской делегации 1814 года в Санкт-Петербурге. Награждённые получили две золотые и одну серебряную медаль.
Данная медаль является последней из известных наградных медалей «с датами», предназначавшихся для подобных делегаций с национальных окраин Российской империи. Тем не менее, в работах Д. И. Петерса не исключалось, что могли существовать другие аналогичные медали с датами после 1814 года, хотя и это считалось маловероятным, поскольку какие-либо упоминания о них отсутствуют в любых известных источниках, а начиная с 20-х годов XIX века в подобных случаях награждали обычными медалями, наподобие медалей «За усердную службу», «За полезное», «За усердие» и другими, а позже награждали также орденами, предназначенными для нехристиан.
Д. И. Петерс отмечает, что, поскольку царское правительство в Казахстане в значительной степени опиралось на местную аристократическую верхушку, то оно всячески старалось привлечь этих феодалов на свою сторону. Для этих целей широко практиковалось вручение таких наград, наряду с назначением на административные должности, выдачей чинов и званий, дорогих подарков и т. д.

## Награждение
Для поздравлений с победой в войнах с Наполеоновской Францией ханом Внутренней (Букеевской) орды Бокеем была отправлена делегация в Санкт-Петербург, прибывшая туда летом 1814 года. В состав делегации вошли три человека — брат Бокей-хана майор Артагали-султан Нуралиханов и два старшины Букеевской орды — Бармак Муратов и Тулан Ирназаров. Вместе с поздравлениями Александру I было подано прошение, в котором Бокей-хан просил наградить депутатов медалями на алых лентах. По прошению, Артагали-сулатан и Тулан Ирназаров должны были получить золотые медали, а Бармак Муратов — серебряную. В итоге депутаты были приняты Александром I в конце августа 1814 года, и это прошение было удовлетворено: император повелел «поступить по прежним примерам». В декабре 1814 года искомые медали были изготовлены на Санкт-Петербургском монетном дворе, в январе 1815 года были получены Императорским Кабинетом и в феврале через Министерство иностранных дел были отосланы в Оренбург для вручения.

## Описание медалей
Медали были сделаны из золота или серебра. Диаметр 51,5 мм. Гурт гладкий. На лицевой стороне медали изображён портрет Александра I, обращённый вправо. Вдоль края медали по окружности надпись: «АЛЕКСАНДРЪ ПЕРВОЙ Б.М.ИМПЕРАТОРЪ ВСЕРОСС.» На обрезе портрета подпись медальера — «И. Шилов» и дата — «1814». На оборотной стороне медали в ободке из бус горизонтальная надпись в две строки: «1814 ГОДА.» и черта под надписью.
Известен новодел данной медали, хранится в отделе нумизматики Государственного Исторического музея.

## Порядок ношения
Медаль имела ушко для крепления к ленте. Носить медаль следовало на шее. Лента медали — Аннинская.

## Изображения медали
- Аверс
- Реверс

## Комментарии
1. ↑  Бокей-хан ранее был награждён двумя золотыми медалями, одну из которых получил ещё при Павле I[3].